# Mylor Bridge
Mylor Bridge – wieś w Anglii, w Kornwalii, w dystrykcie (unitary authority) Kornwalia. Leży 4,1 km od miasta Falmouth, 9 km od miasta Truro i 381 km od Londynu. W 2015 miejscowość liczyła 1649 mieszkańców.